# Властелин быта
«Властели́н бы́та» — первый советский звуковой объёмный анимационный фильм. Фильм-утопия о «новом человеке», когда переселение в просторный новый дом оборачивается насмешкой над прежним образом жизни. Снят режиссёром Александром Птушко на московской фабрике «Союзкино». Вышел на экраны 23 ноября 1932 года.

## Сюжет
О боpьбе за новый быт. Один из жильцов стаpого, полуpазвалившегося дома получает новую кваpтиpу. Но на новом месте ему не спится: нет клопов. Обыватель pешает попpавить дело. Скоpо новая кваpтиpа оказывается захламлённой всеми аксесуаpами мещанского быта. Немедленно появляются и клопы. «Довольно!» — pаздаётся голос диктоpа. Сильный вихpь очищает кваpтиpу от хлама, а самого жильца сбpасывают в ванну.
— Аннотация Госфильмофонда России

## История создания
К началу 1930-х годов количество людей, задействованных в мультиндустрии, значительно увеличилось, несмотря на то, что мультфильмы рассматривались как второстепенный вид киноискусства и базы для производства ещё не существовало. И на Московской объединённой фабрике «Союзкино» условия работы были непростыми, на одном энтузиазме, — с ненадежными кустарными «суставами» кукол и креплением при помощи «гвоздей и палок».
Отсюда были:
…рваность движений и «приклеенность» к полу. Следы прикосновений рук кукловода к складкам одежды и фактуре под ногами.Евгений Мигунов, «Киноведческие записки» № 73 2005

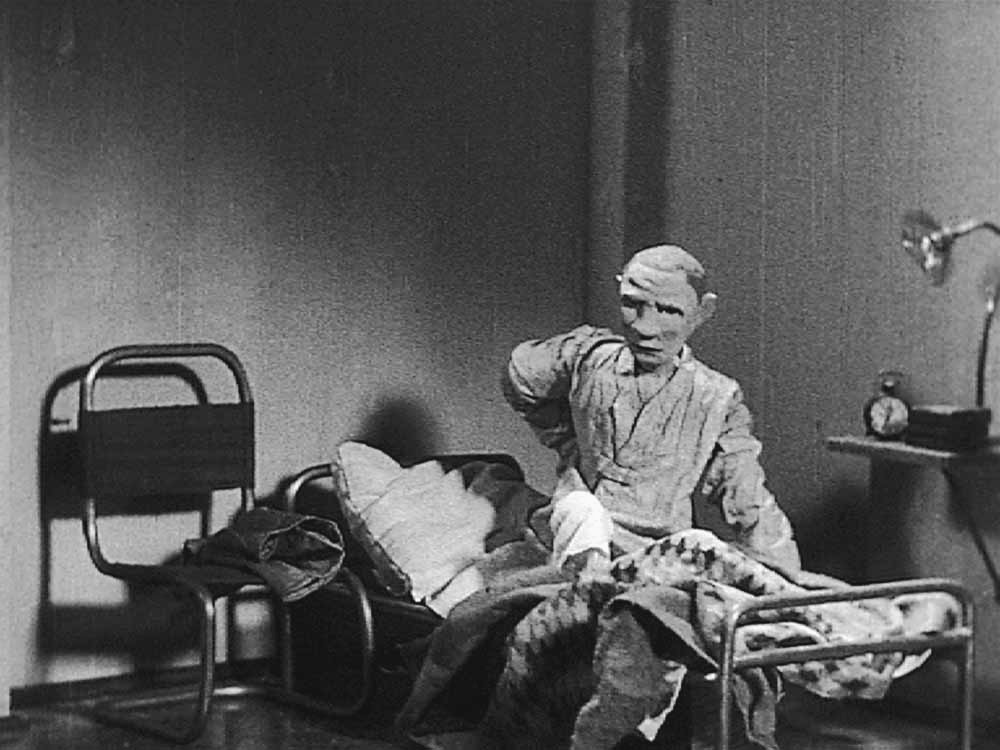
Кадр из фильма

Тем не менее фильм явился значительным шагом вперёд и в технологическом, и в художественном отношении, а для Птушко началась история руководства 5-м Художественно-производственным объединением объёмной мультипликации на «Мосфильме».

## Создатели
- Сценарий — Александра Птушко, Николая Ренкова
- Режиссёр — Александр Птушко
- Оператор — Николай Ренков
- Художники:

- Александр Птушко
- Николай Ренков
- Сарра Мокиль
- Юрий Лупандин

- Композитор — Сергей Ряузов
- Звукооператор — Сергей Ренский
- Звукооформитель — Борис Вольский
- Помощники художников:

- Г. Шуркин
- Иван Шкаренков
- М. Савельев
- Л. Травицкая

- Звукоассистент — В. Вод
- Стихи — Вильгельма Гранова
- Дирижёр — Г. Лукин
- Поёт — Николай Бравин, артист Московского театра оперетты

Участники создания фильма приведены по каталогу «Советские художественные фильмы» т. 2, публикации «Первые в кино».

## Отзывы
Откровенно агитационная, на первый взгляд, работа заканчивается титром: «Нужно уметь жить в новом доме». В то же время это звучит и как признание факта — умеют пока не все, а кто-то, может, и не научится. Этот фильм, снятый на совершенно заурядную бытовую тему, теперь кажется мощным метафорическим высказыванием уже о тяжёлой постсоветской инерции.Из аннотации Александра Шварца и Райнера Ротера к изданию «Новый человек» / Der Neue Mensch 2017, перевод Виктора Зацепина
Этот выразительно поставленный, казалось бы, сюрреалистический кукольный мультфильм говорит что русский должен вначале стать «властителем быта», новым человеком нового времени — такая метафора перерождения в нового советского гражданина становится яснее, если принять во внимание время его создания: раннюю сталинскую эпоху.Хайко Векбродт: «Новый человек» в советских фильмах, 11 февраля 2020

## Комментарии
1. ↑  до создания «Союзмультфильма» оставалось несколько лет.